# Christopher Murney
Christopher Murney est un acteur américain né le 20 juillet 1943 à Narragansett (Rhode Island). 

## Filmographie partielle
- 1977 : La Castagne de George Roy Hill
- 1985 : Le Dernier Dragon de Michael Schultz
- 1986 : Maximum Overdrive de Stephen King
- 1987 : Le Secret de mon succès de Herbert Ross
- 1989 : Dernière sortie pour Brooklyn de Uli Edel
- 1991 : Barton Fink de Joel et Ethan Coen
- 1995 : Café Society de Raymond De Felitta